# Snickers

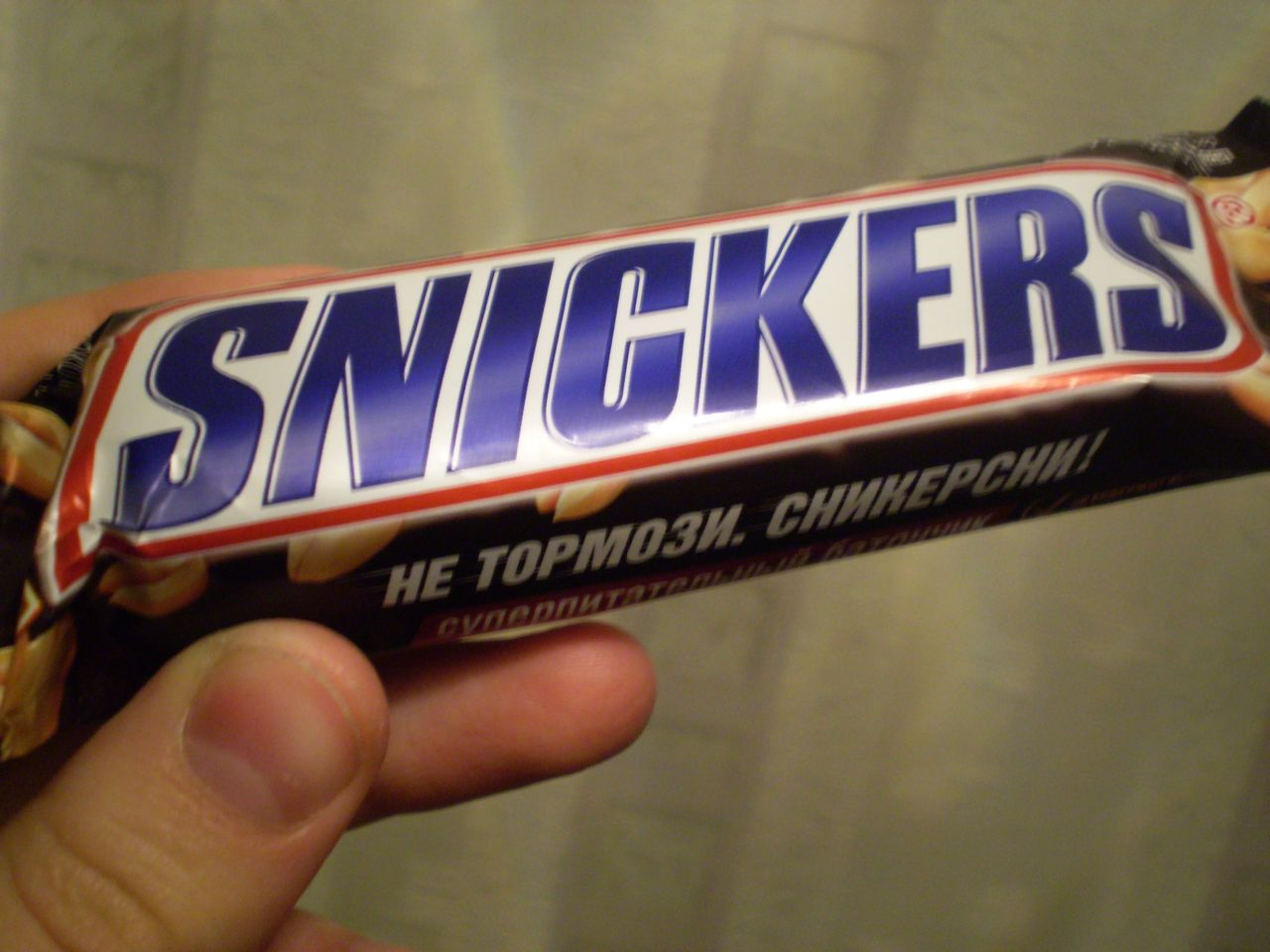
Snickers (Russische verpakking)

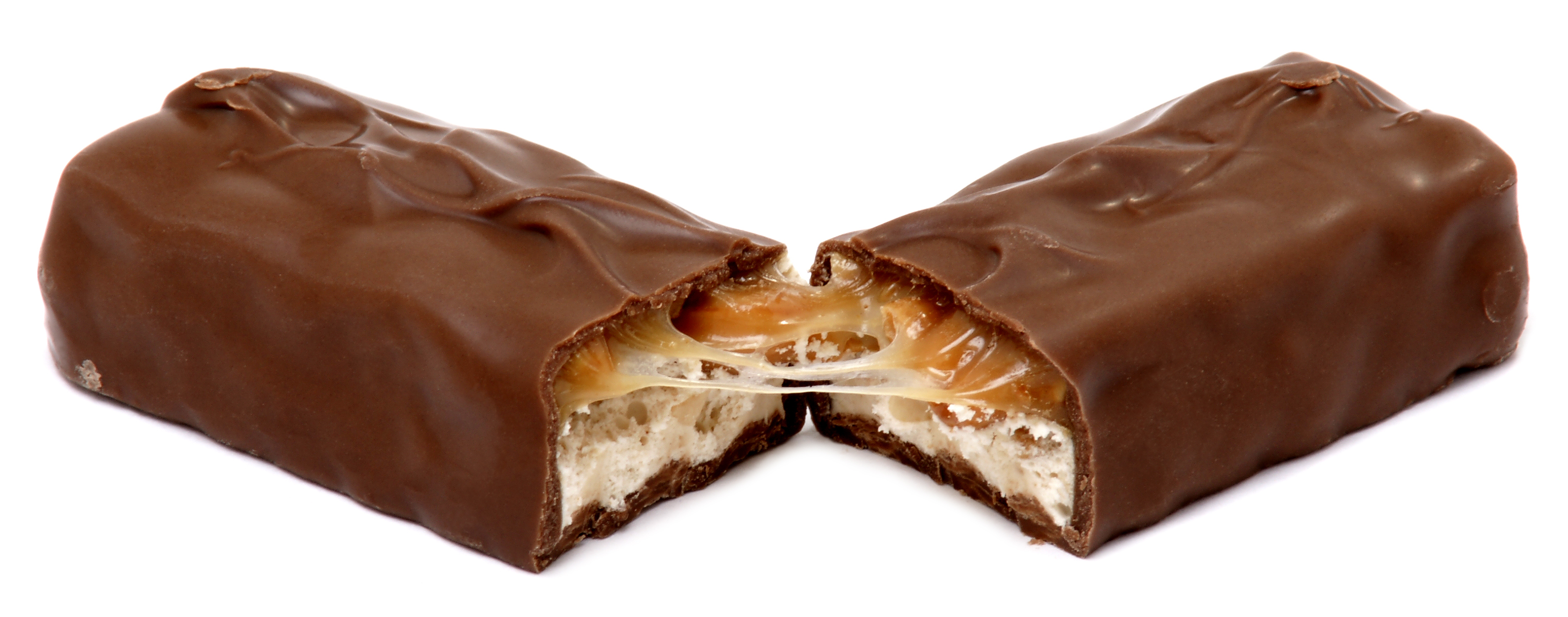
Een Snickers gebroken in twee stukken

Snickers is een gevulde chocoladereep bestaande uit nougat, karamel en geroosterde pinda's omhuld met chocolade. De reep wordt door de firma Mars vervaardigd, die eveneens Mars, Twix, Bounty en Milky Way maakt.
De reep werd in 1929 ontwikkeld door Frank Mars en zijn echtgenote Ethel Mars, en werd in sommige landen tot 1990 verkocht onder de naam Marathon. Snickers was de naam van het favoriete paard van het echtpaar.
Tegenwoordig heeft Snickers zijn producten flink uitgebreid met Snickers Miniatures, Snickers Ice Cream, Snickers 2-pack en 5-pack en Snickers Cruncher.